# Гелендейл (Каліфорнія)
Гелендейл (англ. Helendale) — переписна місцевість (CDP) в США, в окрузі Сан-Бернардіно штату Каліфорнія. Населення — 6317 осіб (2020).

## Географія
Гелендейл розташований за координатами 34°45′1″ пн. ш. 117°20′46″ зх. д. / 34.75028° пн. ш. 117.34611° зх. д. (34.750307, -117.345985).  За даними Бюро перепису населення США в 2010 році переписна місцевість мала площу 14,43 км², з яких 13,40 км² — суходіл та 1,03 км² — водойми.

### Клімат
| Клімат : Гелендейл       | Клімат : Гелендейл | Клімат : Гелендейл | Клімат : Гелендейл | Клімат : Гелендейл | Клімат : Гелендейл | Клімат : Гелендейл | Клімат : Гелендейл | Клімат : Гелендейл | Клімат : Гелендейл | Клімат : Гелендейл | Клімат : Гелендейл | Клімат : Гелендейл | Клімат : Гелендейл |
| Показник                 | Січ.               | Лют.               | Бер.               | Квіт.              | Трав.              | Черв.              | Лип.               | Серп.              | Вер.               | Жовт.              | Лист.              | Груд.              | Рік                |
| Абсолютний максимум, °C  | 26,7               | 30,6               | 33,9               | 37,8               | 42,2               | 43,9               | 46,7               | 44,4               | 45,0               | 38,3               | 31,1               | 29,4               | 46,7               |
| Середній максимум, °C    | 15,6               | 17,2               | 20,6               | 23,9               | 29,4               | 34,4               | 37,2               | 37,2               | 33,9               | 27,2               | 20,6               | 15,6               | 26,1               |
| Середній мінімум, °C     | 0,0                | 1,7                | 3,9                | 6,7                | 10,0               | 13,3               | 16,7               | 16,7               | 13,3               | 7,8                | 2,8                | −0,6               | 7,7                |
| Абсолютний мінімум, °C   | −18,3              | −11,7              | −10                | −3,9               | −1,1               | 2,2                | 1,7                | 5,6                | 0,0                | −6,1               | −13,3              | −14,4              | −18,3              |
| Норма опадів, мм         | 28                 | 33                 | 23                 | 8                  | 3                  | 3                  | 5                  | 5                  | 5                  | 10                 | 13                 | 25                 | 161                |
| ------------------------ | ------------------ | ------------------ | ------------------ | ------------------ | ------------------ | ------------------ | ------------------ | ------------------ | ------------------ | ------------------ | ------------------ | ------------------ | ------------------ |
| Джерело: Weather Channel |                    |                    |                    |                    |                    |                    |                    |                    |                    |                    |                    |                    |                    |

## Демографія
Згідно з переписом 2010 року, у переписній місцевості мешкали 5623 особи в 2238 домогосподарствах у складі 1676 родин. Густота населення становила 390 осіб/км².  Було 2754 помешкання (191/км²).
Расовий склад населення:
| - 81,2 % — білих - 5,6 % — чорних або афроамериканців - 3,5 % — азіатів - 0,7 % — корінних американців - 0,3 % — вихідців з тихоокеанських островів - 4,8 % — осіб інших рас |

До двох чи більше рас належало 3,9 %. Частка іспаномовних становила 16,1 % від усіх жителів.
За віковим діапазоном населення розподілялося таким чином: 22,5 % — особи молодші 18 років, 54,5 % — особи у віці 18—64 років, 23,0 % — особи у віці 65 років та старші. Медіана віку мешканця становила 46,5 року. На 100 осіб жіночої статі у переписній місцевості припадало 96,7 чоловіків;  на 100 жінок у віці від 18 років та старших — 94,3 чоловіків також старших 18 років.
Середній дохід на одне домашнє господарство  становив 72 458 доларів США (медіана — 69 157), а середній дохід на одну сім'ю — 76 550 доларів (медіана — 72 316). Медіана доходів становила 63 790 доларів для чоловіків та 48 292 долари для жінок. За межею бідності перебувало 11,5 % осіб, у тому числі 21,5 % дітей у віці до 18 років та 1,1 % осіб у віці 65 років та старших.
Цивільне працевлаштоване населення становило 2162 особи. Основні галузі зайнятості: освіта, охорона здоров'я та соціальна допомога — 32,1 %, науковці, спеціалісти, менеджери — 13,2 %, мистецтво, розваги та відпочинок — 11,2 %, роздрібна торгівля — 10,9 %.